# 31 octobre 1933
Le mardi 31 octobre 1933 est le 304e jour de l'année 1933.

## Naissances
- Ileana Espinel (morte le 21 février 2001), poétesse et journaliste équatorienne
- Narriman Sadek (morte le 16 février 2005), seconde épouse de Farouk
- Hobart Alter (mort le 29 mars 2014), surfer californien
- Phil Goyette, joueur professionnel de hockey sur glace canadien
- Eric Nesterenko, joueur professionnel canadien de hockey
- Colin Tilney, claveciniste, pianofortiste et professeur britannique
- Sante Ranucci, coureur cycliste italien

## Décès
- William Russell (né le 31 mai 1880), joueur de rugby écossais

## Autres événements
- Premier vol du Grumman F2F